# Erantheminae
Erantheminae Nees, 1847 è una sottotribù di piante angiosperme appartenenti alla famiglia delle Acantacee.

## Etimologia
Il nome della sottotribù deriva dal suo genere tipo Eranthemum L., 1753 il cui nome deriva da un antico nome greco utilizzato per una pianta sconosciuta il cui significato é: "fiore primaverile".
Il nome scientifico della sottotribù è stato definito dal botanico, entomologo e fisico tedesco Christian Gottfried Daniel Nees von Esenbeck (Reichelsheim, 14 febbraio 1776 – Breslavia, 16 marzo 1858) nella pubblicazione "Prodromus Systematis Naturalis Regni Vegetabilis. 11: 425" del 1847.

## Descrizione

### Portamento
Il portamento delle specie di questa sottotribù è erbaceo perenne o arbustivo. I fusti in genere sono da decombenti a eretti, a volte scanalati longitudinalmente o appiattiti. Le specie di Brunoniella sono tuberose. Nelle varie parti vegetative sono presenti dei glicosidi fenolici spesso in composti iridoidi, alcaloidi e diterpenoidi; sono presenti inoltre i cistoliti.

### Foglie
Le foglie lungo il caule normalmente sono disposte in modo opposto. In Pararuellia sono raggruppate in rosette basali. Le foglie sono picciolate e la lamina ha delle forme da lanceolate a ellittiche con apici acuminati e bordi interi o appena crenati o ondulati. Le nervature sono pennate.

### Infiorescenze

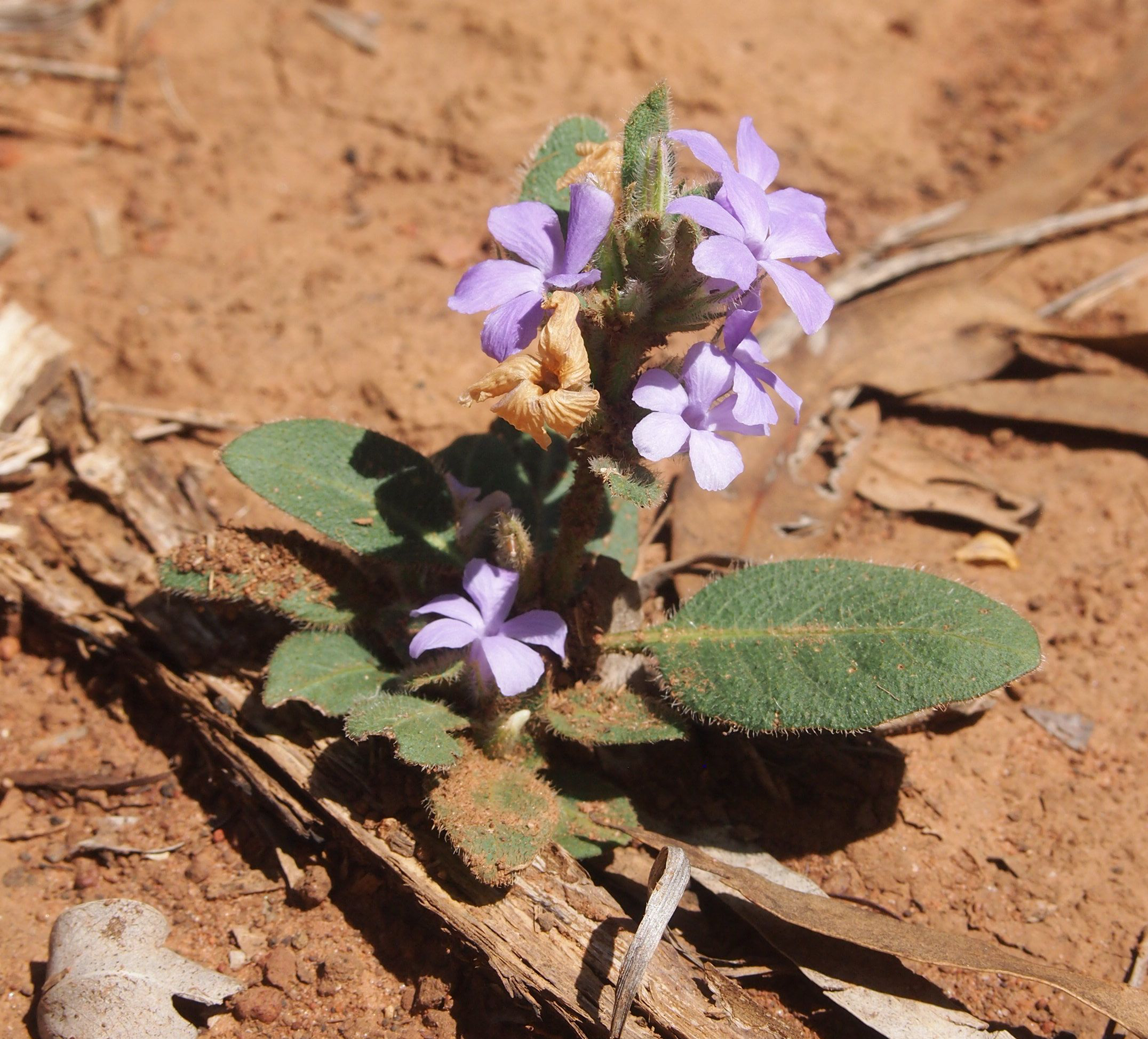
Infiorescenza
Brunoniella australis

Le infiorescenze sono terminali o ascellari. Sono lasse (fiori singoli peduncolati) oppure talvolta formano delle larghe pannocchie o dei grappoli (con fiori sessili). Sono presenti delle larghe brattee (simili a foglie) a volte colorate; sono presenti anche delle bratteole piccole (più del calice) e strette.

### Fiori

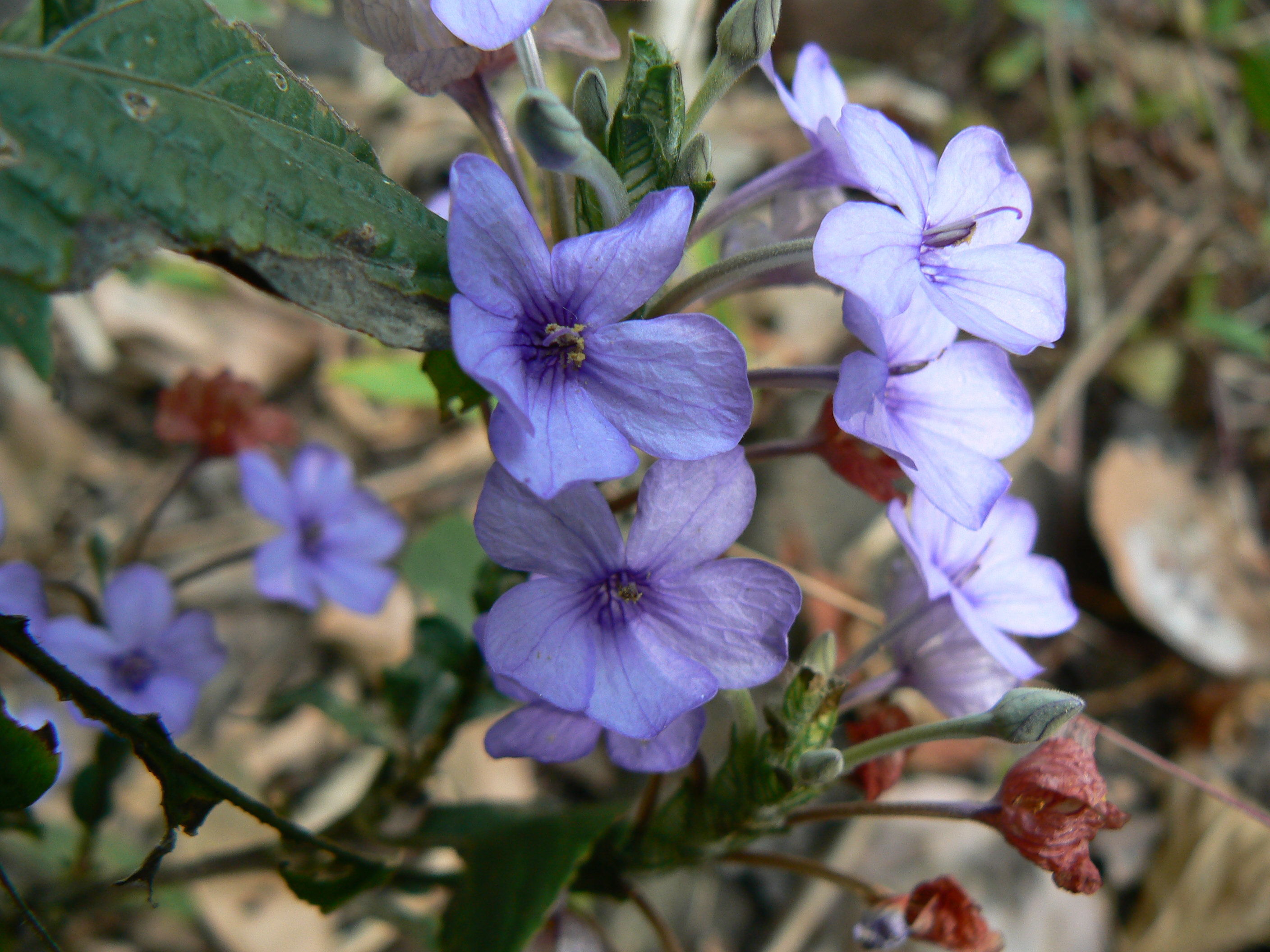
I fiori
Eranthemum roseum

I fiori sono ermafroditi e zigomorfi; sono inoltre tetraciclici (ossia formati da 4 verticilli: calice– corolla – androceo – gineceo) e pentameri (i verticilli del perianzio hanno più o meno 5 elementi ognuno).
- Formula fiorale. Per la famiglia di queste piante viene indicata la seguente formula fiorale:

X, K (5), [C (2+3), A 2+2 o 2] G (2/supero), capsula
- Il calice, gamosepalo, è formato da 5 stretti lobi subuguali (calice più o meno attinomorfo).

- La corolla, gamopetala, è formata da un tubo cilindrico, stretto, lungo e slanciato a forma di imbuto (a volte poco appariscente) che all'apice improvvisamente si apre con 5 lobi obovati e subuguali con apici arrotondati o ottusi. I lobi sono contorti e embricati durante la gemmazione. l colore è blu, bianco, rosa o viola.

- L'androceo è formato da 2 - 4 (raramente 3 o 6 in Brunoniella) stami adnati sotto la gola della corolla  (o alla base della stessa) e sono sporgenti. Se gli stami sono 4 allora sono didinami. I filamenti in genere sono glabri. Le antere hanno due teche parallele con apici arrotondati (sono muticate). In alcun specie sono ampiamente separate da un connettivo. Se gli stami sono due, allora presenti due staminoidi clavati o filiformi (Eranthemum); altrimenti gli staminoidi sono assenti. È presente un disco nettarifero.

- Il gineceo è formato da un ovario supero bicarpellare (a due carpelli connati - ovario sincarpico) e quindi biloculare e superficie glabra. La placentazione in generale è assile. Ogni loggia può contenere 2 ovuli (da 6 a 10 è più in Brunoniella e Pararuellia). Gli ovuli possono essere anatropi o campilotropi con un solo tegumento e sono inoltre tenuinucellati (con la nocella, stadio primordiale dell'ovulo, ridotta a poche cellule). Lo stilo è filiforme, glabro o pubescente, con un solo stigma a due lobi diseguali (a volte quello superiore è molto corto o ridotto).

- I frutti sono delle capsule clavate o cilindriche con un solido gambo alla base. I semi con forme da discoidi a ellissoidi e compresse sono 4 (da 8 a 12 in Brunoniella, fino 16 in Pararuellia). I semi sono provvisti di un funicolo persistente (il retinacolo è uncinato). La superficie dei semi è pubescente per tricomi igroscopici (a volte i peli sono mucillaginosi). L'endosperma in genere è assente. La deiscenza dei frutti è elastica (derivata dalla particolare placentazione dell'ovario).

## Biologia
Le specie di questo raggruppamento si riproducono prevalentemente per impollinazione tramite insetti quali api, vespe, falene e farfalle (impollinazione entomogama), ma anche tramite uccelli quali colibrì (impollinazione ornitogama).
La dispersione dei semi avviene inizialmente a causa del vento (dispersione anemocora); una volta caduti a terra sono dispersi soprattutto da insetti tipo formiche (mirmecoria). Sono possibili anche dispersioni tramite altri animali (dispersione zoocora).

## Distribuzione e habitat
La distribuzione delle specie di questo gruppo copre un areale che comprende l'Africa centrale (genere Kosmosiphon), l'Asia meridionale (Eranthemum, Pararuellia), l'Australia e l'Oceania (Brunoniella, Leptosiphonium) con habitat per lo più tropicali.

## Tassonomia
La famiglia delle Acanthacee comprende 208 generi con oltre 4.500 specie. La famiglia è suddivisa in 4 sottofamiglie; la sottotribù Erantheminae appartiene alla sottofamiglia Acanthoideae (tribù Ruellieae) caratterizzata soprattutto dalla presenza di cistoliti nelle foglie e del retinacolo nei semi.

### Generi
La sottotribù comprende 5 generi con circa 50 specie:
- Brunoniella Bremek. (6 spp.)
- Eranthemum L. (23 spp.)
- Kosmosiphon Lindau (1 sp.)
- Leptosiphonium F.Muell. (10 spp.)
- Pararuellia Bremek. & Nann.-Bremek. (11 spp.)

Il genere Pseudosiphonium (Hance) Tripp et al., 2018, da alcuni autori attribuito a questo raggruppamento, non è mai stato formalmente descritto.

### Filogenesi

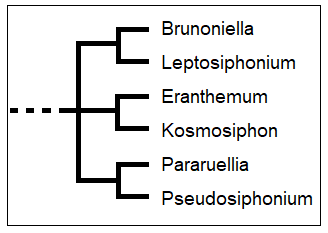
Cladogramma della sottotribù

Nell'ambito della tribù Ruellieae la sottotribù di questa voce occupa una posizione "basale" ed è "gruppo fratello" al resto delle sottotribù. Caratteri distintivi per le specie di questo gruppo sono: la gemmazione dei petali della corolla presenta delle contorsioni sinistrose, i semi possiedo dei tricomi igroscopici e stigmi filiformi. All'interno della sottotribù si possono distinguere tre cladi fortemente sostenuti da un punto di vista filogenetico: (1) Kosmosiphon + Eranthemum; (2) Brunoniella + Leptosiphonium; (3) Pararuellia + Pseudosiphonium. I tre cladi sono in relazione di politomia, ma può essere che successivi studi confermino i cladi 2 e 3 come "gruppo fratello"; le specie di questi quattro generi producono tutte capsule cilindriche con 8 - 16 ovuli per loculo.
- Clade Kosmosiphon + Eranthemum: questi due generi anche se distanti geograficamente sono accomunati da una configurazione staminale composta da 2 stami fertili e 2 staminoidi e dal polline a tre aperture con l'esina grossolanamente reticolata. Inoltre i frutti sono tutti clavati con 4 ovuli per loculo (carattere diagnostico per questo clade) e le corolla hanno lunghi tubi (suggerendo una impollinazione tramite lepidotteri).
- Clade Brunoniella + Leptosiphonium: questi due generi appartengono ad areali abbastanza vicini, tuttavia a parte i dati molecolari per il momento non ci sono sinapomorfie conosciute per unire la Brunoniella endemica australiana con il Leptosiphonium papuasiano.
- Clade Pararuellia + Pseudosiphonium: oltre che dai dati molecolari questi due generi sono associati da una morfologia unica per le antere: le due teche si estendono esternamente a 180° una dall'altra (normalmente sono più o meno parallele e vicine).

Il cladogramma a lato tratto dallo studio citato e semplificato, mostra l'attuale conoscenza filogenetica di questo gruppo.